# Hubert de Malherbe
Pour les articles homonymes, voir Malherbe.
Hubert de Malherbe ou Hubert Blay de Malherbe, né le 24 décembre 1964 à Paris, est un créateur français, considéré comme le leader de la conception d’espaces de commerce basée sur l’analyse des comportements d’achat. Défini régulièrement comme le scénographe de tous les commerces, il connaît depuis les années 2000 une renommée internationale.
Il est le fondateur de l’agence de création « MALHERBE PARIS », implantée à Paris depuis 1993. L’agence dispose de trois filiales à Shanghai (depuis 2010), Hong Kong (depuis 2011) et New York (depuis 2021). Elle emploie au total 200 personnes en 2024 pour plus de 50% du chiffre d’affaires réalisé en dehors de France.

## Biographie
Hubert de Malherbe grandit à Versailles dans un environnement créatif à la fois familial et amical. Il est ingénieur diplômé de l'École nationale supérieure d’Arts et Métiers en 1988. Le 14 juillet 1989, il est décoré de la médaille de La Défense Nationale pendant son service militaire pour avoir mis au point une machine à riveter automatique améliorant la sécurité dans les ateliers.
Il fonde l’agence éponyme en 1993 et s’intéresse rapidement à l’impact du design sur la performance des lieux de vente en plein essor. Il dessine le concept Magellan pour l’enseigne Casino en 1999, crée le concept Mag 3 pour Intermarché en 2001, rénove plus de 300 hypermarchés Leclerc dans les années 2000 et signe le premier concept de supermarché 100% BIO Naturéo en 2007. Sa sensibilité se porte très tôt sur la conception écoresponsable et la trace carbone des espaces de vente, illustrés par ses créations pour les marques françaises Jules et Gémo qui font respectivement appel à des techniques de recyclage de vêtements et des artistes locaux.
Sa rencontre avec Bernard Arnault en 2000 va lui permettre d'appliquer son savoir faire aux boutiques Parfums Christian Dior. L’agence Malherbe Paris accompagne toujours la marque de nos jours avec la même intensité.
En 2010, Hubert de Malherbe est approché par Jacques Lévy, président de Sephora et participe à la rénovation du flagship des Champs-Élysées. Quelques années plus tard, il se verra confier une grande partie de la rénovation du parc de magasins de Chine continentale et de Hong-Kong.
La même année, Hubert de Malherbe lance une chaîne YouTube dans laquelle il se met en scène pour parler de sa vision du métier et des réalisations de son agence sur un ton humoristique et d’autodérision. Il défend une création française qu’il souhaite exporter. Dès lors, les projets internationaux se multiplient: Paris Miki au Japon, Americana au Moyen-Orient, l’aéroport de Djeddah pour le groupe ADP, Bilka et Fotex en Scandinavie, le groupe Chalhoub à Dubaï, Notino en Pologne, Continente et El Corte Ingles dans la péninsule ibérique, le groupe Accor en Afrique, etc...
Toujours en 2010, il ouvre sa première filiale dans son pays de prédilection, la Chine populaire, puis ouvre un bureau à Hong Kong en 2011. Dans cette région d’Asie en pleine croissance, il va dessiner de nombreux centres commerciaux dans lesquels les marques de luxe se retrouvent de mieux en mieux représentées, notamment en Asie du Sud-Est pour SM Group aux Philippines, pour Central Group et Masan au Vietnam et Bluebell au Cambodge.
Hubert de Malherbe entretient une relation étroite avec le groupe LVMH pour lequel il dessine le concept de boutique du joaillier Fred en 2014, signe plusieurs réalisations pour l’opérateur duty-free DFS (dont le flagship de Sun Plaza à Tsim Sha Tsui), dessine les concepts de boutique des parfums Givenchy en 2013 et entame une collaboration durable avec la maison Guerlain en créant des films d’animation. Dans ce but, l’agence Malherbe Paris a ouvert une filiale de communication baptisée Medusa, qui propose des prestations de plateforme et d’identité de marque, packaging, campagne de communication digitale et création de contenu.
Passionné d’aéronautique, Hubert de Malherbe met à profit sa qualité de pilote et de designer au service du groupe Daher, pour lequel il participe au design des cabines et réalise la communication de la prestigieuse marque TBM de mono-turbopropulseur. Grâce aux faibles dimensions de cet avion, sa fiabilité et sa plus faible consommation, Hubert de Malherbe y voit une génération d’avions particulièrement adaptée à un monde en recherche de solutions plus écologiques. Cette collaboration dure depuis 2015.
De 2014 à 2020, Malherbe Paris participe à l’immense chantier de rénovation de La Samaritaine en y dessinant notamment le plus grand espace beauté d’Europe.
De 2015 à 2019, BFM Business confie à Hubert de Malherbe la séquence "Le Mot de la Fin" pendant son émission “Innover pour le commerce” présentée par Karine Vergniol.
En 2016, il est choisi pour dessiner entièrement  le centre commercial Place Vendôme à Doha, Qatar, un immense chantier de plus d’un million de mètres carrés et près de 600 boutiques, dans un style inspiré de l’architecture classique française.
En 2018, il répond à la demande du groupe ADP qui souhaite implanter un symbole spectaculaire et rassurant pour l’aéroport de Paris-Charles-de-Gaulle. Ce sera la quiétude d’un chat de 8 mètres de long, dormant au cœur d’un grand espace de repos agrémenté d’arbres et de différents gradins.
À partir de 2018, Hubert de Malherbe entame une collaboration étroite avec la marque Hennessy et dessine notamment la boutique du prestigieux centre commercial Taikoo Li de Pudong à Shanghai.
En partenariat avec son ami Thierry Lemaire, il crée la première gamme de mobilier écologique Greenkiss présentée au salon Maison&Objets en 2020 et fabriquée par Paolo Castelli à Bologne.